# 2009 DD45
2009 DD45 est un petit astéroïde Apollon qui est passé à proximité de la Terre à une altitude de 63 500 km le 2 mars 2009 à 13:44 UTC. Il a été découvert par l'équipe d'astronome australiens du Siding Spring Observatory le 27 février 2009, seulement trois jours avant son passage au plus près de la Terre, durant le programme de surveillance du Siding Spring Survey. Son diamètre estimé est compris entre 21 et 47 mètres. C'est à peu près la même taille que celle de l'objet hypothétique qui aurait causé l'événement de la Toungouska en 1908.
Le site de la chaine BBC News donne une distance minimale de 72 000 km (environ 1/5 de la distance lunaire). 2009 DD45 est passé nettement plus loin (65 000 km contre 6 500 km) mais est substantiellement plus gros que 2004 FU162, un petit astéroïde de 6 m qui s'approcha à environ 6 500 km en 2004, et est plus similaire en taille à 2004 FH. Certains scientifiques[Qui ?] pensent que cet astéroïde géocroiseur pourrait repasser à proximité de la Terre à cause de l'attraction gravitationnelle de celle-ci[pas clair].